# Mōri Terumoto
Mōri Terumoto (毛利 輝元) (22 de janeiro de 1553 - 2 de junho de 1625) foi um daimiô japonês. O filho de Mōri Takamoto, e neto e sucessor do grande chefe militar Mōri Motonari. Lutou contra Toyotomi Hideyoshi, mas acabou superado. Participou da Campanha de  Kyūshū (1587) do lado de Hideyoshi Toyotomi e construiu o Castelo de Hiroshima, fundando assim Hiroshima.

## Contra Nobunaga e Hideyoshi
Terumoto participou do Cerco de Takamatsu em 1582. Após a Batalha de Shizugatake em 1582, se tornou vassalo de Hideyoshi.

## Contra Ieyasu
Foi membro do Go-Tairō escolhido por Hideyoshi. No auge de seu poder no final do século XVI, Terumoto controlava 1.2 milhão de koku. Isso significava que ele poderia mobilizar mais de 40 mil homens para uma batalha. Ele ficou contra Tokugawa Ieyasu como general comandante, mas não esteve presente na Batalha de Sekigahara. Terumoto estava no Castelo de Osaka defendendo Toyotomi Hideyori naquele momento e se rendeu a Ieyasu logo após a vitória dele na Batalha de Sekigahara. Ieyasu reduziu os domínios de Terumoto, deixando ele apenas com as províncias de Nagato e Suō, valendo 369 mil koku no total. Finalmente, seu comportamento causou ressentimento de vassalos abundantes, e isso o levou a se aposentar.
Ele acreditava ter sido um general abaixo da média dentro e fora do campo de batalha, tendo faltado motivação e vontade. Acredita-se que se ele tivesse lutado em Sekigahara ou trazido Hideyori para o campo de batalha, Ieyasu teria sido derrotado. Apesar de tudo, ele administrou bem seus domínios e manteve com sucesso o clã Mōri unido mesmo quando seu domínio havia sido reduzido a um terço do que era. Foi sucedido por Mōri Hidenari.